# Superioribus
Superioribus es un personaje de historieta español creado en 1987 por Jan. La serie consta de historietas de una página en blanco y negro que parodian los tebeos de superhéroes y aparecían como complemento en revistas de Comics Forum.

## Trayectoria editorial
El personaje de Superioribus fue creado a sugerencia de Antonio Martín como complemento de las revistas La Patrulla X y Los Nuevos Vengadores de la editorial Forum. Este superhéroe aparece por primera vez en el especial de Navidad de Los Nuevos Vengadores de 1987 felicitando las fiestas a los lectores, pero su primera historieta y presentación del personaje fue en el número 60 de La Patrulla X en enero de 1988 Se publicó de forma semirregular hasta diciembre de 1989. En 1999 Planeta-DeAgostini sacó un álbum recopilatorio del personaje (ISBN: 84-395-7023-6)

## Características
La serie de Superioribus consta de historietas autoconclusivas de una página realizadas en blanco y negro para diferenciarse de otra parodia superheroica del mismo autor mucho más conocida, Superlópez.
Las historietas están protagonizadas por Superioribus, un superhéroe con gran cantidad de superpoderes y buena intención, pero no demasiado inteligente por lo que a menudo no usa sus habilidades del mejor modo posible. Así, por ejemplo en una de sus historietas ve a un obrero caer desde un andamio por lo que vuela corriendo... para ponerle un casco. En otra ocasión, un conductor le pide ayuda para empujar un coche y Superioribus le da tal golpe que el vehículo queda descontrolado y sin poder frenar. Al publicarse en Forum, Jan puede usar en su parodia personajes del universo Marvel, si bien aparecen de forma tangencial. Así, en una historieta Superioribus pide ayuda a Thor para colgar un cuadro con su martillo o tiene problemas para ver una película en el cine porque a Iron Man le chirría su armadura.

## Crítica
En la Guía básica del cómic se dice que con esta serie Jan «consiguió una parodia del superhéroe tan o más lograda que la realizada con Superlópez».